# Изветряне
Изветрянето е природен процес, при който се осъществява физическо и химическо изменение на скалите под влияние на климатичните елементи, водата и организмите. То е един от основните морфогенетични процеси и дава възможност за проявяването на редица останали процеси, които изменят релефа на Земята. Изветрянето е всеобщо проявяващ се процес, подготвителен стадия за появата на денудацията, без която релефът щеше да бъде много по-близо до структурния и много по-еднообразен.

## Видове изветряне
В зависимост от действащите фактори изветрянето се поделя на физично (механично), химично и органично.
- Физично изветряне (механично изветряне) се проявява главно под действието на промените в температурата и се поделя на: инсолационно, десквамативно, хидростатично и глациостатично.
- Химично изветряне – то се състои в разтваряне на някои съставни части на скалите от водата и организмите. То протича едновременно с физичното изветряне, а взаимодействието им ускорява разрушителния процес по земната повърхнина. Химичното изветряне не само разрушава скалата, но в значителна степен води и към промяна в нейния минерален състав. Най-активни фактори при това изменение на скалите са водата, кислородът, въглената киселина, а след тях растенията, животните и микроорганизмите. В зависимост от различните по-горе изброени фактори то се поделя на: хидролиза, хидратизация и дехидратизация, окисление, биохимично и биофизично изветряне
- Органично (биогенно) изветряне – то се дължи на разрушителното влияние на растенията и животните върху скалите. Тези действия се проявяват, от една страна, механично, например при растенията чрез растежа на кореновата им система, като корените проникват в скалните пукнатини, увеличават се по обем и упражняват силен натиск върху скалите. Те представляват непреодолима разрушителна сила, която действа непрекъснато и в значителна дълбочина. От друга страна, растенията се проявяват и химически – с органичните киселини, отделяни от корените им и въглената киселина, образувана при гниенето им.[1]

Процесът на изветряне се извършва в зоната на хипергенеза и е предхождан от процеса на дилатация. Преструктурираните скали образуват изветрителна кора – която е основен субстрат за процесите на почвообразуване. В зависимост от химичния състав на почвообразуващата скала се определят редица физични и химични характеристики на образуваната почва върху изветрителната кора, като най-важното е плодородието.